# Víctor IV (antipapa, 1138)
Gregorio Conti de Ceccano (también: Gregorio Conti) fue, bajo el nombre de Víctor IV, antipapa del papa Inocencio II por unos meses en 1138.
No debe confundirse con su homónimo Víctor IV (Octaviano de Montecello), que fue antipapa entre 1159 y 1164.

## Biografía
Conti fue nombrado cardenal presbítero de la iglesia titular de Santi XII Apostoli por el papa Pascual II el 18 de febrero de 1107. Sin embargo, Pascual II le retiró este título en 1112, después de que Conti se enemistara con él. Calixto II le restituyó a Conti su dignidad cardenalicia en 1122. Durante el cisma que se produjo en 1130, Conti se puso del lado del antipapa Anacleto II y se negó a seguir a Inocencio II.
Tras la muerte de Anacleto II el 25 de enero de 1138, Conti fue elegido papa por sus seguidores en marzo de ese año con el apoyo de Roger II de Sicilia, pero pronto vio cómo su séquito se reducía. Tras la intervención de Bernardo de Claraval, Víctor renunció al papado el 29 de mayo de 1138, tras solo unas semanas en el cargo.
Bernardo llevó a Conti y al resto de seguidores de Anacleto ante el papa Inocencio, a quien juraron lealtad. A cambio, el papa prometió mantenerlos en sus cargos y dignidades, pero en el Segundo Concilio de Letrán incumplió su promesa y destituyó a Conti y a sus compañeros, por lo que Bernardo de Claraval lo criticó duramente.
No se sabe nada más sobre la biografía de Conti ni sobre su muerte.